# 한민족복지재단
한민족복지재단(韓民族福祉財團)은 1997년 창설된 국제 비영리 단체이다.

## 개요
설립 목적은 민족화해와 평화증진이며 국제연합의 경제사회이사회(ECOSOC)로부터 '특별 협의 지위'를 부여받았다. 아프가니스탄, 우즈베키스탄, 예멘 등의 해외 국가와 북한, 국내에서 활동하고 있다.
재단 회장은 김형석이다. 이사장은 분당샘물교회 담임 목사 박은조가 맡고 있었으나, 2007년 탈레반 한국인 납치 사건 발생 직후인 2007년 7월 사임했다. 후임 이사장으로는 경동교회 목사 박종화가 선출됐다.
한민족복지재단은 이사진의 구성은 박은조 목사의 인맥을 짐작할 수 있다는 평가를 받았다. 변호사 이용훈, 서울대 교수 장달중, 대성그룹 회장 김영대, 4선 국회의원 김형오, 전 국회의원 이영일, 서울대 교수 박재형,  통일연구원 평화기획연구실장 허문영, CTS 기독교 TV 사장 감경철, 전북일보 사장 서창훈, 전 성균관대 의대 교수 한인권, 공안과 원장 공영태 등 저명 인사들이 전현직 이사이다.

## 2007년 탈레반 한국인 납치 사건
2007년 탈레반 한국인 납치 사건 때 피랍 기간 동안 분당샘물교회 교인 23인의 아프가니스탄 방문을 주선한 것으로 알려졌으나, 사건 종료 후 이들의 아프간 방문을 거듭 만류하다가 비자 발급에 도움을 주었을 뿐 문제가 된 일정은 모르고 있었다는 사실이 드러났다.
사건 발생 초기에는 피랍된 사람들이 한민족복지재단과 관련이 없다는 인터뷰를 했다가, 시간이 지난 후에야 책임을 인정한 바 있다.
한민족복지재단은 대한민국 외교통상부가 2007년 2월에 아프간 여행자제 공문을 보낸 것을 비롯해 두 차례 위험성을 알리며 공식 요청을 했으나 자체 판단에 따라 이들의 방문을 지원한 것으로 알려져, 납치 사건이 발생하고 인명이 희생된 데에는 한민족복지재단의 책임이 크다는 주장과 함께 피랍 기간 동안 비판을 받았다.
그러나 피랍 사건이 해결된 후인 2007년 8월 31일, 재단 회장인 김형석은 피랍자들이 한민족복지재단과 관련이 없었지만 이들의 안전을 위해 피랍 기간 동안 한민족복지재단 주선으로 아프간을 방문한 것처럼 보도되는 것을 감내했으며 실제 초청 및 일정 관리 주체는 제3의 기관이라고 밝혔다. 같은 날 다른 매체와의 인터뷰에서도 피랍자 일정 중에 들어 있는 마자리샤리프 방문에 개입한 제3의 단체를 언급하고, 단기선교 형식의 빈곤 지역 방문을 비판했다. 9월 5일 《문화일보》가 한민족복지재단에서 입수한 문서를 근거로 김형석의 주장을 뒷받침했다.

## 같이 보기
- 2007년 탈레반 한국인 납치 사건

## 참고자료
- 한민족복지재단, 한민족복지재단 연혁